# アングレーム国際漫画祭 最優秀作品賞
アングレーム国際漫画祭における最優秀作品賞（Prix du meilleur album）は、その年でもっとも優れた漫画作品とその作者に贈られる。この賞は当初、『Zig et Puce』に登場するペンギンにちなんだ「アルフレッド」（Alfred）という名前であったが、1989年にエルジェの未完の作品にちなんだ「アルファート」（Alph'art）という名に改名し、2003年以降は現在の単純な名称になった。
1976年から1978年まではコミカル部門とリアリスティック部門に分けられ、それぞれにフランス語と外国語の作品1作ずつが選ばれていた。また1986年から2001年までの間にもフランス語の作品と外国語の作品1作ずつが選ばれていた。2002年以降はフランス語と外国語を区別しない1作のみの選出となっている。

## 1970年代
- 1976年
  - （フランス語作品・コミカル部門）：ゴトリブ(Gotlib)『Gai-Luron: En ecrase mechamment』第2巻
  - （フランス語作品・リアリスティック部門）：Julio Ribera（作画）、Christian Godard（脚本）『Le vagabond des limbes: L'empire des soleils noirs』第2巻
  - （外国語作品・コミカル部門）：Gordon Bess『La tribu terrible (Redeye)』
  - （外国語作品・リアリスティック部門）：ユーゴ・プラット(Hugo Pratt)『コルト・マルテーゼ：死海のバラード』第1巻
- 1977年
  - （フランス語作品・コミカル部門）：Yves Got（作画）、René Pétillon（脚本）『Le baron noir』第1巻
  - （フランス語作品・リアリスティック部門）：Annie Goetzinger『Legende et realite de Casque d'or』
  - （外国語作品作品・コミカル部門）：Reginald Smythe『Andy Capp: Si c'est pa pire, ca ira!』第2巻
  - （外国語作品・リアリスティック部門）：Hans Kresse『Les Indiens: Les maitres du』
- 1978年
  - （フランス語作品・コミカル部門）：F'Murr『Le Génie des alpages』第3巻
  - （フランス語作品・リアリスティック部門）：Jacques Martin『Alix: Le spectre de Carthage』第13巻
  - （外国語作品・コミカル部門）：Jean Roba『Boule et Bill』第14巻
  - （外国語作品・リアリスティック部門）：ホセ・ムニョース（作画）、Carlos Sampayo（脚本）『アラック・シナー』第1巻

1979年 - 実施されず

## 1980年代
- 1980年 - 実施されず
- 1981年：Carlos Gimenez 『Paracuellos』
  - （同時受賞）：Comes 『Silence』
- 1982年：Cosey 『Jonathan: Kate』第7巻
- 1983年：ホセ・ムニョース（作画）、Carlos Sampayo（脚本）『Alack Sinner: Flic ou prive』第1巻
- 1984年：Attilio Micheluzzi 『Marcel Labrume: A la recherche des guerres perdues』第2巻
- 1985年：フランソワ・スクイテン（作画）、ブノワ・ペータース（脚本）『闇の国々：狂騒のユルビカンド(Les Cites Obscures: La Fievre d’Urbicande)』
- 1986年：Francois Boucq（作画）、Jerome Charyn（脚本）『La Femme du magicien』第4巻
  - （外国語作品部門）：Jordi Bernet、Enrique Sanchez Abuli『Torped: Chaud devant』
- 1987年：Jean-Pierre Autheman『Vic Valence: Une nuit chez Tennessee』第1巻
  - （外国語作品部門）：ミロ・マナラ（作画）、Hugo Pratt（脚本）『Un été indien』
- 1988年：Michel Blanc-Dumont（作画）、Laurence HarleMichel（脚本）『Jonathan Cartland: les Survivants de l’ombre』第8巻
  - （外国語作品部門）：アート・スピーゲルマン『マウス』第1巻
- 1989年：Frank Le Gall『Theodore Poussin: Marie-Verite』第3巻
  - （特別賞）： Jean Teule 『Gens d'en France』
  - （外国語作品部門）：Dave Gibbons（作画）、アラン・ムーア（脚本）『ウォッチメン』

## 1990年代
- 1990年：Jano 『Gazoline et la planete rouge』
  - （外国語作品部門）：David Lloyd（作画）、アラン・ムーア（脚本）『Vフォー・ヴェンデッタ』
- 1991年：Baru、Jean-Marc Thevenet、Ledran 『Le chemin de l’Amerique』 
  - （外国語作品部門）：Miguelanxo Prado、Luna 『Manuel Montano』
- 1992年：エドモン・ボードワン『Couma aco』
  - （外国語作品部門）：ビル・ワターソン(Bill Watterson) 『カルビンとホッブス』第1巻
- 1993年：Edith、Yann 『Basil et Victoria: Jack』第2巻
  - （外国語作品部門）：アート・スピーゲルマン 『マウス』第2巻
- 1994年：フレッド(Fred) 『L’histoire du Corbac aux baskets』 
  - （外国語作品部門）：Miguelanxo Prado 『Trait de craie』
- 1995年：アンドレ・ジュイヤール(André Juillard) 『Le Cahier bleu』 
  - （外国語作品部門）：Vittorio Giardino 『Jonas Fink: L’enfance』第1巻
- 1996年：バル(Baru) 『太陽高速(L’autoroute du soleil)』
  - （外国語作品部門）：ジェフ・スミス(Jeff Smith) 『Bone: La foret sans retour』第1巻
- 1997年：Nicolas Dumontheuil 『Qui a tue l’idiot ?』 
  - （外国語作品部門）：Ruben Pellejero、Jorge Zentner 『Le silence de Malka』
- 1998年：ニコラ・ド・クレシー（作画）、シルヴァン・ショメ（脚本）『Leon la came : Laid, pauvre et malade』 第2巻
  - （外国語作品部門）：Joe Kubert『Fax de Sarajevo』
- 1999年：デュピィ＆ベルベリアン(Dupuy-Berberian) 『Monsieur Jean : Vivons heureux sans en avoir l'air』第4巻
  - （外国語作品部門）：デイヴ・マッキーン(Dave McKean) 『Cages』

## 2000年代
- 2000年：パスカル・ラバテ（Pascal Rabaté） 『イビクス(Ibicus)』第2巻
  - （外国語作品部門）：H. Klacokar V 『Passage en douce: Carnet d'errance』
- 2001年：レーネ・ペティヨン（René Pétillon） 『Jack Palmer: L'enquete corse』第12巻 
  - （外国語作品部門）：カルロス・ニネ（Carlos Nine） 『Le canard qui aimait les poules』
- 2002年：クリストフ・ブラン（Christophe Blain） 『Isaac le pirate：Les Ameriques』第1巻
- 2003年：クリス・ウェア 『世界一賢い子供、ジミー・コリガン』
- 2004年：マニュ・ラルセネ（Manu Larcenet） 『Le combat ordinaire』 第1巻
- 2005年：マルジャン・サトラピ 『鶏のプラム煮(Poulet aux prunes)』
- 2006年：ジピ（Gipi） 『Notes pour une histoire de guerre』
- 2007年：水木しげる 『のんのんばあとオレ』
- 2008年：ショーン・タン 『アライバル(Là où vont nos pères)』
- 2009年：ヴィンシュルス（Winshluss） 『ピノキオ(Pinocchio)』

## 2010年代
- 2010年：Riad Sattouf 『Pascal Brutal』第3巻
- 2011年：Manuele Fior 『Cinq mille kilomètres par seconde』
- 2012年：ギィ・ドゥリール（Guy Delisle） 『Chroniques de Jérusalem』
- 2013年：Abel Lanza（脚本） Christophe Blain（作画） 『Quai d’Orsay』第2巻
- 2014年：Alfred 『Come Prima』